# Provincia di Kohgiluyeh e Buyer Ahmad
La provincia di Kohgiluyeh e Buyer Ahmad, o Boyerahmad, (in persiano: کهگیلویه و بویراحمد ) è una delle trentuno province dell'Iran.

## Suddivisioni amministrativa
La provincia è suddivisa in 8 shahrestān:
- Shahrestān di Bahmai
- Shahrestān di Basht
- Shahrestān di Boyer Ahmad
- Shahrestān di Charam
- Shahrestān di Dena
- Shahrestān di Gachsaran
- Shahrestān di Kohgiluyeh
- Shahrestān di Landeh